# HD 219134 c
HD 219134 c, também conhecido como HR 8832 c, é um exoplaneta que está orbitando em torno de HR 8832, uma estrela anã laranja que está localizada a 21 anos-luz de distância a partir da Terra, na constelação de Cassiopeia. Ele tem uma baixa massa de 2,67 massas terrestres que indica que o exoplaneta é provavelmente um planeta rochoso. Devido ao seu curto período orbital pouco menos de 7 dias o planeta é demasiado quente para ter água líquida em sua superfície. O exoplaneta foi inicialmente detectado pelo instrumento HARPS-N do Telescopio Nazionale Galileo localizado nas Ilhas Canárias e que pertence a Itália, através do método da velocidade radial. Ao contrário de HD 219134 b ainda não foi observado pelo telescópio espacial Spitzer e, assim, o seu raio é desconhecido.